# Ronsberg
Ronsberg – gmina targowa w południowych Niemczech, w kraju związkowym Bawaria, w rejencji Szwabia, w regionie Allgäu, w powiecie Ostallgäu. Leży w Allgäu, około 20 km na północny zachód od Marktoberdorfu.

## Demografia
| Rok  | Liczba mieszk. |
| ---- | -------------- |
| 1970 | 1 665          |
| 1987 | 1 623          |
| 2000 | 1 713          |

## Polityka
Wójtem gminy jest Gerhard Kraus, w skład rady gminy wchodzi 12 osób.
|      | CSU | SPD | FW | Bürgerliste | Razem |
| 2008 | -   | -   | -  | 12          | 12    |
| 2002 | 5   | 1   | 6  | -           | 12    |

## Oświata
W gminie znajduje się przedszkole (85 miejsc i 75 dzieci) oraz szkoła (11 nauczycieli i 153 uczniów), stan na rok 2008.